# Ватрен, Доминик
Доминик Ватрен  (фр. Dominique Watrin) — французский политик, бывший сенатор Франции, член Коммунистической партии.

## Биография
Родился 14 июня 1953 г. На выборах сенаторов 2011 года возглавил список коммунистов и был избран в Сенат, получив 11,36 % голосов выборщиков.
На выборах в Сенат в 2017 году вновь возглавил список коммунистов, который получил 13,13 % голосов и одно место в Сенате, доставшееся Ватрену. В июне 2018 года он подал в отставку по личным причинам.

## Занимаемые выборные должности
03.2001 - 2011 — вице-мэр города Рувруа 

18.03.2001 - 19.03.2008 — член Генерального совета департамента Па-де-Кале (от кантона Рувруа) 

19.03.2008 - 22.03.2015 — вице-президент Генерального совета департамента Па-де-Кале 

01.10.2011 - 30.06.2018 — сенатор Франции от департамента Па-де-Кале.